# Twinkle Khanna
Twinkle Khanna (hindi : ट्विंकल  खन्ना, gujarati : ટ્વીન્કલ  ખન્ના) est une actrice indienne née le 29 décembre 1974 à Pune.
Elle commence sa carrière en 1995 dans Barsaat pour lequel elle reçoit le Filmfare Award du meilleur espoir féminin. Elle s'illustre également à Tollywood. En 2001, après son mariage avec l'acteur Akshay Kumar, elle décide de mettre fin à sa carrière.

## Biographie

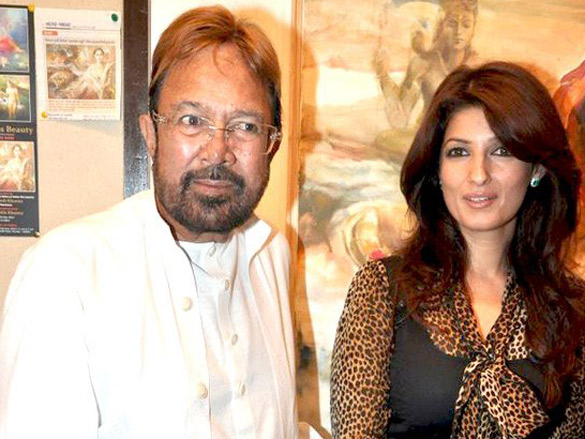
Rajesh Khanna et Twinkle Khanna

Twinkle Khanna est la fille du célèbre acteur Rajesh Khanna et de l'actrice Dimple Kapadia, respectivement d'origine punjabi et gujarati. Elle est également la sœur de Rinke Khanna et la nièce de Simple Kapadia, toutes deux actrices. Twinkle Khanna étudie dans un pensionnat à Panchgani, puis elle intègre l'université Narsee Monjee de Mumbai.
Le 14 janvier 2001, elle épouse l'acteur Akshay Kumar, puis la même année donne naissance à son premier enfant, Aarav. Le 12 juillet 2012, Rajesh Khanna décède.

## Carrière

### Début (1995-1997)
Twinkle Khanna commence sa carrière dans Barsaat en compagnie d'un autre nouveau venu, Bobby Deol. Au sujet de cette première expérience, elle déclare : « Quand je travaillais dans Barsaat, je n'avais aucune idée de ce que je faisais. La seule raison pour laquelle mon travail s'est avéré correct, c'est parce que M. Raj Santoshi est un très bon réalisateur et savait comment travailler avec les nouveaux acteurs. ». C'est un succès commercial et critique  permettant à Twinkle Khanna de recevoir le Filmfare Award du meilleur espoir féminin. En 1996, elle donne la réplique à Ajay Devgan dans Jaan qui rencontre un succès modeste. Elle participe ensuite à M. Ashiq puis Dil Tera Diwana où elle partage la vedette avec Saif Ali Khan. En 1997 Twinkle Khanna tourne dans deux films : Uff! Yeh Mohabbat, face à Abhishek Kapoor, et Itihaas où elle retrouve son partenaire Ajay Devgan.

### Succès (1998-2001)
En 1998, Twinkle Khanna tourne Jab Pyaar Kissi Se Hota Hai face à Salman Khan, le film obtient un succès au box-office indien en se classant parmi les 10 plus grosses recettes de l'année. L'année suivante, Twinkle Khanna est à l'affiche de Zulmi, un échec au box-office, qui lui permet cependant de faire la connaissance de son futur mari Akshay Kumar avec qui elle partage la vedette. Dans son film suivant, International Khiladi, elle retrouve Akshay Kumar mais pas le succès. Puis Twinkle Khanna travaille pour la première fois avec le réalisateur Mahesh Bhatt dans Yeh Hai Mumbai Meri Jaan, où elle donne de nouveau la réplique à Saif Ali Khan. Néanmoins son plus grand succès de l'année 1999 est Baadshah dans lequel elle partage l'affiche avec la superstar Sharukh Khan. Enfin, Twinkle Khanna tourne dans une production de Kollywood intitulée Seenu, où elle donne la réplique à l'acteur Venkatesh. Ce film est acclamé par la critique.
En 2000, Twinkle Khanna remplace au pied levé Karisma Kapoor dans un film du réalisateur Dharmesh Darshan intitulé Mela. Elle y remporte le rôle principal face à la concurrence des actrices Raveena Tandon et Sonali Bendre. Le film n'obtient qu'un succès mitigé au box-office. Le tournage n'a cessé d’être retardé en raison d'un conflit entre le réalisateur Dharmesh Darshan et l'acteur principal Aamir Khan . La même année, Twinkle Khanna fait une apparition dans Chal Mere Bhai, puis elle tourne la comédie Joru Ka Ghulam aux côtés de Govinda.
En 2001, elle retrouve l'acteur comique Govinda dans Jodi No.1. Cette comédie est réalisée par David Dhawan et est couronnée de succès au box-office en se classant à la cinquième place des films les plus rentables de l'année. Elle tourne encore Love Ke Liye Kucch Bhi Karega, où elle donne la réplique à Saif Ali Khan et Fardeen Khan.
Après ce film, Twinkle Khanna décide d’arrêter sa carrière pour se consacrer à sa famille.

## Récompense
- 1996 : Filmfare Award du meilleur espoir féminin.

## Filmographie
| Année | Film                          | Rôle                | Autre notes                  |
| ----- | ----------------------------- | ------------------- | ---------------------------- |
| 1995  | Barsaat                       | Tina Oberoi         |                              |
| 1996  | Jaan                          | Kajal               |                              |
| 1996  | Mr Aashiq                     |                     |                              |
| 1996  | Dil Tera Diwana               | Komal               |                              |
| 1997  | Uff! Yeh Mohabbat             | Sonia Verma         |                              |
| 1997  | Itihaas                       | Naina               |                              |
| 1998  | Jab Pyaar Kissi Se Hota Hai   | Komal Sinha         |                              |
| 1999  | Zulmi                         | Komal               |                              |
| 1999  | International Khiladi         | Payal               |                              |
| 1999  | Yeh Hai Mumbai Meri Jaan      | Jasmine Arora       |                              |
| 1999  | Baadshah                      | Seema Malhotra/Tina |                              |
| 1999  | Seenu                         |                     | Film Tollywood               |
| 2000  | Mela                          | Roopa               |                              |
| 2000  | Chal Mere Bhai                | Puja                | Participation exceptionnelle |
| 2000  | Joru Ka Ghulam                | Durga               |                              |
| 2001  | Jodi No.1                     | Tina                |                              |
| 2001  | Love Ke Liye Kuchh Bhi Karega | Anjali Murthy       |                              |
| 2010  | Tees Maar Khan                | Herself             | Participation exceptionnelle |